# Peter G. Klein
Peter G. Klein es un economista estadounidense perteneciente a la escuela austriaca, y estudia asuntos de organización y administración. Klein es profesor asociado en la División de Ciencias Sociales Aplicadas de la Universidad de Misuri, y director adjunto en el Instituto de Investigación de Contratación y Organizaciones (CORI, por sus siglas en inglés). También es profesor adjunto en la Escuela Noruega de Economía y Administración de Negocios, senior fellow en el Instituto Ludwig von Mises, e investigador postdoctoral en el Centro McQuinn para el Liderazgo Empresarial.

## Especialización
Klein se especializa en economía organizacional, estrategias y emprendimiento; con aplicaciones en la diversificación corporativa, diseño organizacional e innovación. Sus libros incluyen "Emprendimiento y la Firma: Perspectivas Austriacas de la Organización Económica" (Entrepreneurship and the Firm: Austrian Perspectives on Economic Organization,. editado por Nicolai J. Foss, Edward Elgar, 2002), "Las Fortunas del Liberalismo",. volumen 4 de Trabajos Recopilados de F. A. Hayek (The Fortunes of Liberalism: The Collected Works of F. A. Hayek, University of Chicago Press, 1992), "El Capitalista y el Empresario: Ensayos sobre Organizaciones y Mercados" (The Capitalist and the Entrepreneur: Essays on Organizations and Markets, Mises Institute, 2010) y "Organizando el Juicio Empresarial: Un Nuevo Enfoque sobre la Firma" (Organizing Entrepreneurial Judgment: A New Approach to the Firm, con Nicolai Foss, Cambridge University Press, 2011)..
Durante el año académico 2000-2001, Klein fue economista senior en el Consejo de Asesores Económicos de la Casa Blanca.

## Carrera educacional
Klein ha sido profesor en la Universidad de California en Berkeley, la Universidad de Georgia, la Escuela de Negocios de Copenhague y la Escuela Olin de Negocios. Recibió su Ph.D. en Economía de la Universidad de California en Berkeley, como estudiante del Premio Nobel Oliver E. Williamson, y su B.A. de la Universidad de Carolina del Norte en Chapel Hill.
Junto a Nicolai J. Foss, profesor de la Escuela de Negocios de Copenhague, Klein administra el blog Organizaciones y Mercados (Organizations and Markets).
En 2008, Klein agregó su nombre como signatario a la petición y sitio web Académicos por Ron Paul, declarando su apoyo al entonces candidato a la presidencia estadounidense.